# Abraham Yagel
Abraham Yagel (Monselice, 1553 — 1623) foi um rabino italiano dos séculos XVI-XVII. Seu nome às vezes é grafado como Jagel ou Jaghel, conforme os critérios de transliteração a partir do alfabeto hebraico. Na Jewish Encyclopedia ele é citado como Abraham ben Hananiah dei Galichi Jagel.
Catequista, filósofo e cabalista, Yagel viveu sucessivamente em Luzzara, Veneza, Ferrara e Sassuolo. Sua obra mais conhecida é o catecismo "Lekah Tob", publicado em Veneza em 1587.

## Obras
Yagel escreveu também "Moshia' Hosim" (ou "Orah Hayyim"), um tratado sobre a cura da peste pela oração e pelo jejum (Veneza, também 1587); "Eshet Hayil", sobre as virtudes das esposas e suas obrigações para com seus maridos (Veneza, 1606); "Bet Ya'ar ha-Lebanon" (publicado postumamente em Viena, 1834), que discute cabala, metafísica e história natural; "Be'er Sheba'," sobre ciências leigas; "Ge Hizzayon" (Alexandria 1880), uma narrativa parcialmente autobiográfica; e ainda "Peri Megadim", obra desaparecida mas mencionada em outros trabalhos.
Seu catecismo "Lekah Tob" é interpretado como uma tentativa de adequação da Torá judaica às exigências do clero católico. Assim, ele aponta a existência de sete pecados capitais, mais seis pecados que seriam "odiados por Deus" e ainda quatro pecados que "clamam por vingança". Fala também nas três virtudes teologais (fé, esperança e caridade) e seu conceito de fé é muito próximo ao cristão. Mas difere dos catecismos católicos ao omitir o Decálogo.

## Vida e identidade
Quando jovem, Yagel esteve preso em Luzzara, possivelmente por questões referentes à herança paterna. O episódio, bem como outros fatos de sua vida, é narrado em "Ge Hizzayon", na forma de um sonho em que ele se reencontra com seu pai.
Autores dos séculos XVII e XVIII, como Giulio Bartolotti ("Bibliotheca Magna Rabbinica", 1675-93, Roma), apontaram que Abraham Yagel, no final de sua vida, teria-se convertido ao cristianismo, adotando o nome de Camilo Jagel e passando a trabalhar para o Papa Paulo V como censor de livros hebreus entre 1619 e 1620, na localidade de Ancona.
Mas Hananiah Coèn ("Saggio di Eloquenza Ebrea," p. 25, Florença, 1827) e outros pesquisadores mais recentes refutam essa teoria, por terem descoberto documentos assinados pelo inquisidor Camilo Jagel datados de 1611, ao lado de evidências de que Abraham Yagel ainda vivia como judeu em 1615.